# Pappenheim (Familienname)
Pappenheim ist ein deutscher Familienname.

## Namensträger
- Albert von Pappenheim (1777–1860), bayerischer Kavalleriegeneral und Abgeordneter
- Alexander von Pappenheim (1435–1511) (1435–1511), Begründer der Linie Pappenheim-Grönenbach
- Alexander von Pappenheim (1530–1612) (1530–1612), deutscher Reichserbmarschall und kaiserlicher Rat
- Anna von Pappenheim (1570–1635), deutsche Adlige
- Anna Wiener-Pappenheim (1868–1946), deutsche Kindergärtnerin und Fröbelpädagogin
- Artur Pappenheim (1870–1916), deutscher Internist und Hämatologe
- Bertha Pappenheim (1859–1936), österreichische Frauenrechtlerin
- Christoph von Pappenheim (1492–1539), Fürstbischof von Eichstätt
- Christoph III. von Pappenheim (1538–1569), Marschall
- Christoph Ulrich von Pappenheim (1546–1599), Reichserbmarschall und letzter Repräsentant der Linie Pappenheim-Gräfenthal
- Clemens zu Pappenheim (1822–1904), königlich bayerischer Regierungsbeamter
- Conrad von Pappenheim (Jägermeister) († 1482), sächsischer Hofmeister, bayerischer Jägermeister und herzoglicher Rat
- Conrad von Pappenheim (Oberst) (1534–1603), kaiserlicher Oberst
- Diana Rabe von Pappenheim (1788–1844), Geliebte des Königs Jérôme Bonaparte von Westphalen
- Else Pappenheim (1911–2009), US-amerikanische Psychoanalytikerin
- Emil Rabe von Pappenheim (1798–1849), hessischer Diplomat
- Eugen Pappenheim (1831–1901), deutscher Philologe und Pädagoge
- Eugenie Pappenheim (1840er–1924), österreichisch-amerikanische Opernsängerin (Sopran)
- Friedrich-Carl Rabe von Pappenheim (1894–1977), deutscher Generalleutnant und Diplomat
- Fritz Pappenheim (1902–1964), US-amerikanischer Soziologe und Ökonom deutscher Herkunft
- Georg von Pappenheim (1430–1485), Begründer der Treuchtlinger Linie
- Georg von Pappenheim († 1563), Bischof von Regensburg (1548–1563)
- Gertrud Pappenheim (1871–1964), deutsche Kindergärtnerin und Fröbelpädagogin
- Gottfried Heinrich zu Pappenheim (1594–1632), General im Dreißigjährigen Krieg
- Gottfried Rabe von Pappenheim (General) (1842–1905), deutscher Generalmajor
- Gottfried Rabe von Pappenheim (Landrat) (1874–1955), Landrat des Kreises Kassel und Landeshauptmann von Hessen
- Günter Pappenheim (1925–2021), Widerstandskämpfer, Politiker (SED) und Funktionär in Häftlingsvereinigungen des KZ Buchenwald
- Hans Pappenheim (1908–1973), deutscher Kunsthistoriker
- Haupt II. von Pappenheim (1380–1438), Reichserbmarschall
- Heinrich von Pappenheim (1400–1482/84), Begründer der Allgäuer und Stühlinger Linie
- Heinrich XII. von Pappenheim († 1511), Reichspfleger von Donauwörth, sowie Land- und Stadtvogt von Augsburg
- Heinrich XIII. von Pappenheim († 1590), erzherzöglicher Rat von Österreich, Bayerischer Rat und Pfleger in Wemding im Ries
- Heinrich Burghard I. von Pappenheim († 1547), Landvogt des Fürststifts Kempten in Bayern
- Jenny Rabe von Pappenheim (1811–1890), Schriftstellerin und uneheliche Tochter von Jérôme Bonaparte, Tochter der Diana Rabe von Pappenheim, siehe Jenny von Gustedt
- Joachim von Pappenheim (1490–1536), Erbauer der Burg Neu-Kalden bei Altusried
- Karl Rabe von Pappenheim (1847–1918), Rittergutsbesitzer und Parlamentarier
- Karl Theodor von Pappenheim (1771–1853), königlich bayerischer Feldzeugmeister und letzter regierender Reichsgraf der Grafschaft Pappenheim
- Ludwig Pappenheim (1887–1934), deutscher Politiker (SPD) und Antifaschist
- Ludwig Magnus zu Pappenheim (1862–1905), bayerischer Hauptmann und Politiker
- Marie Pappenheim (1882–1966), österreichische Ärztin und Schriftstellerin
- Martin Pappenheim (1881–1943), österreichischer Psychiater
- Matthäus von Pappenheim (1458–1541), Kanoniker am Augsburger Dom, Humanist, Chronist und Genealoge
- Max Pappenheim (1860–1934), deutscher Hochschullehrer für Deutsches Recht und Handelsrecht
- Maximilian von Pappenheim (1580–1639), Landgraf von Stühlingen
- Paul Pappenheim (1878–1945), deutscher Zoologe
- Philipp von Pappenheim (1542–1619), führte den calvinistischen Glauben in Grönenbach ein
- Samuel Moritz Pappenheim (1811–1882), deutscher Arzt und Forscher
- Sebastian von Pappenheim († 1536), Hofbeamter, sächsischer Rat, Inhaber des Seniorats des Reichserbmarschallamtes (ab 1529)
- Sigmund von Pappenheim (1434–1496), Begründer der Alezheimer Linie
- Veit zu Pappenheim (1535–1600), Reichserbmarschall
- Wilhelm von Pappenheim († 1508), kaiserlicher Rat
- Wilhelm IV. von Pappenheim (1569–1621), Marschall und Erbauer des Oberen Schlosses in Markt Berolzheim
- Wilhelm Maximilian Rabe von Pappenheim (1764–1815), Oberzeremonienmeister des Königs Jérôme Bonaparte von Westphalen
- Wolfgang von Pappenheim († 1558), kaiserlicher Rat
- Wolfgang II. von Pappenheim (1535–1585), Reichserbmarschall
- Wolfgang Christoph von Pappenheim (1567–1635), Marschall und Inhaber des Seniorats des Hauses Pappenheim